# Powiat błoński
Powiat błoński – powiat istniejący do 1948 na terenie obecnego województwa mazowieckiego. Jego ośrodkiem administracyjnym był Grodzisk Mazowiecki. 12 marca 1948 powiat zniesiono, jego tereny przeszły pod powiat grodziskomazowiecki (grodziski). 
Powiat należał m.in. do: guberni warszawskiej Królestwa Kongresowego (1869―1915), województwa warszawskiego II Rzeczpospolitej (1919―1939), województwa warszawskiego Rzeczpospolitej Polskiej (1945―1948). 

## Powstanie powiatu
Początki powiatu błońskiego sięgają czasów piastowskich (X wiek). 
Około XVI–XVIII wieku (Korona Królestwa Polskiego) ośrodkiem powiatu było starostwo niegrodowe Błońskie.
Od 1807 w departamencie warszawskim Księstwa Warszawskiego, od 1816 w obwodzie warszawskim Królestwa Polskiego (kongresowego).
W 1845, podczas zaboru rosyjskiego, powiat włączony do powiatu warszawskiego (gubernia warszawska), do 1866. Obszar powiatu był następnie w powiacie grodziskim z ośrodkiem w Grodzisku (Mazowieckim).
Od 29 września 1869 w guberni warszawskiej Królestwa Polskiego, z obszaru zniesionego powiatu grodziskiego,  ośrodkiem pozostał Grodzisk. W chwili utworzenia obejmował:
- 5 miast – Błonie, Grodzisk, Mszczonów, Nadarzyn i Wiskitki;
- 12 gmin wiejskich – Guzów, Helenów, Kaski, Młochów, Pass, Piekary, Radziejowice, Radzików, Skuły, Wólka Grodziska i Żyrardów.

13 października 1870 zniesiono miasta Grodzisk, Nadarzyn i Wiskitki zamieniając je w osady miejskie. Grodzisk włączono do gminy Wólka Grodziska, którą przekształcono w gminę Grodzisk, Nadarzyn włączono do gminy Młochów, natomiast w Wiskitkach utworzono nową gminę wiejską Wiskitki

## I wojna światowa
10 grudnia 1916 utworzono miasto Żyrardów z części obszaru wiejskiej gminy Żyrardów.

## II RP
Po odzyskaniu niepodległości przez Polskę powiat błoński wszedł w skład województwa warszawskiego. 
14 października 1919 utworzono gminę Letnisko-Milanówek z części obszaru gminy Grodzisk (miejscowości letnicze  Milanówek-Las Górny i Milanówek-Las) i Helenów (Czubin A, Grudów B i Saturnów A/B).
11 marca 1924 część gminy Żyrardów włączono do miasta Żyrardowa. 
1 lipca 1924 do gminy Letnisko-Milanówek przyłączono część obszaru gminy Grodzisk (dobra ziemskie Kierz B oraz nieruchomość ziemską o nazwie Willa Własna).
1 stycznia 1927 utworzono gminę Letnisko-Brwinów z części obszaru gminy Helenów: wsie Brwinów i Brwinów-Kolonia, folwarki Brwinów, Brwinów Ogrody Słowackiego, Zatrudy i Kępina, cegielnia Leonów oraz parcele (wille) Brwinów Willa, Iglica, Brwinów-Ogrody, Marynin, Borki Węgrzynek, Pszczelin, Janówek B.b. Gutulin i Murawinek.
1 kwietnia 1939 utworzono nową wiejską gminę Żyrardów-Wiskitki z obszarów zniesionych gmin gminy Wiskitki i gminą Żyrardów, włączając do niej także gromadę Łubno z gminy Guzów. Siedzibę gminy ustanowiono w mieście Żyrardowie.

## II wojna światowa
Od 27 października 1939 omawiany obszar należał administracyjnie do dystryktu warszawskiego Generalnego Gubernatorstwa. Przeprowadzono nowe zmiany administracyjne, przyłączając powiat błoński do Landkreis Sochaczew w dystrykcie warszawskim,

## PRL
Po wojnie ponownie powstał powiat błoński w województwie warszawskim w granicach przedwojennych.
12 marca 1948 powiat błoński zniesiono, przekształcając go w powiat grodziskomazowiecki.

## Podział administracyjny 1.IV.1932[13]
| Gmina              | Typ | Siedziba      | Pow. km² | Ludność 1921 | Ludność 1931 | Powiat  | Województwo |
| ------------------ | --- | ------------- | -------- | ------------ | ------------ | ------- | ----------- |
| Błonie             | M   | Błonie        | 16,3     | 5337         | 7642         | błoński | warszawskie |
| Grodzisk Maz.      | M   | Grodzisk Maz. | 13,4     | 11254        | 15678        | błoński | warszawskie |
| Mszczonów          | M   | Mszczonów     | 15,2     | 5014         | 5523         | błoński | warszawskie |
| Żyrardów           | M   | Żyrardów      | 7,1      | 21336        | 25081        | błoński | warszawskie |
| Grodzisk           | w   | Grodzisk Maz. | 92,9     | 6231         | 8674         | błoński | warszawskie |
| Guzów              | w   | Miedniewice   | 85,2     | 5158         | 6057         | błoński | warszawskie |
| Helenów            | w   | Brwinów       | 80,5     | 5390         | 7606         | błoński | warszawskie |
| Kaski              | w   | Baranów       | 87,2     | 7064         | 7772         | błoński | warszawskie |
| Letnisko Brwinów   | w   | Brwinów       | 9,8      | 2658         | 5535         | błoński | warszawskie |
| Letnisko Milanówek | w   | Milanówek     | 4,5      | 2193         | 4708         | błoński | warszawskie |
| Młochów            | w   | Nadarzyn      | 132,8    | 7486         | 9612         | błoński | warszawskie |
| Pass               | w   | Błonie        | 93,4     | 5020         | 5606         | błoński | warszawskie |
| Piekary            | w   | Piekary       | 95,5     | 5276         | 5292         | błoński | warszawskie |
| Radziejowice       | w   | Mszczonów     | 93,8     | 6190         | 6301         | błoński | warszawskie |
| Radzików           | w   | Błonie        | 91,8     | 8603         | 10090        | błoński | warszawskie |
| Skuły              | w   | Bartoszówka   | 90,9     | 5433         | 5489         | błoński | warszawskie |
| Wiskitki           | w   | Wiskitki      | 8,6      | 2785         | 2994         | błoński | warszawskie |
| Żyrardów           | w   | Żyrardów      | 55,5     | 3166         | 3902         | błoński | warszawskie |

## Starostowie
- Czesław Gayzler (–1936)[14]